# Rodrigo González (triathlon)
Pour les articles homonymes, voir Rodrigo González (homonymie) et González.
Rodrigo González López né le 14 décembre 1989 à Mexico, est un triathlète professionnel mexicain, 
champion panaméricain de triathlon (2013).

## Palmarès
Le tableau présente les résultats les plus significatifs (podium) obtenus sur le circuit national et international de triathlon depuis 2013,.
| Année | Compétition                                             | Pays       | Position           | Temps           |
| ----- | ------------------------------------------------------- | ---------- | ------------------ | --------------- |
| 2022  | Coupe panaméricaine - l'étape de La Paz                 | Mexique    | Médaille d'or      | 1 h 44 min 6 s  |
| 2019  | Championnats panaméricains                              | Mexique    | Médaille de bronze | 1 h 44 min 50 s |
| 2019  | Championnat du Mexique                                  | Mexique    | Médaille d'or      | 0 h 57 min 50 s |
| 2019  | Coupe panaméricaine - l'étape sprint de La Paz          | Mexique    | Médaille d'or      | 0 h 57 min 50 s |
| 2018  | Jeux de la Caraïbe et de l'Amérique centrale            | Colombie   | Médaille d'or      | 1 h 57 min 4 s  |
| 2018  | Coupe du monde - l'étape sprint de Huatulco             | Mexique    | Médaille d'or      | 55 min 32 s     |
| 2018  | Coupe du monde - l'étape super-sprint de Chengdu        | Chine      | Médaille de bronze | 28 min 20 s     |
| 2017  | Championnats panaméricains de triathlon sprint          | États-Unis | Médaille d'or      | 51 min 10 s     |
| 2017  | Championnats panaméricains de triathlon en relais mixte | États-Unis | Médaille de bronze | 1 h 15 min 7 s  |
| 2017  | Coupe du monde - l'étape de Weihai                      | Chine      | Médaille d'argent  | 1 h 56 min 19 s |
| 2017  | Coupe du monde - l'étape sprint de Sarasota             | États-Unis | Médaille d'or      | 49 min 36 s     |
| 2016  | Coupe du monde - l'étape de Chengdu                     | Chine      | Médaille d'or      | 1 h 49 min 3 s  |
| 2015  | Coupe panaméricaine - l'étape sprint de Habana          | Cuba       | Médaille d'or      | 57 min 48 s     |
| 2015  | Coupe panaméricaine - l'étape de Mazatlán               | Mexique    | Médaille d'or      | 1 h 53 min 48 s |
| 2013  | Championnats panaméricains                              | Brésil     | Médaille d'or      | 1 h 50 min 58 s |
| 2013  | Coupe panaméricaine - l'étape d'Ixtapa                  | Mexique    | Médaille d'or      | 1 h 55 min 19 s |